# Joseph Taeymans
Josephus Georgius Taeymans (ur. 27 stycznia 1899 w Antwerpii – zm. 14 czerwca 1971 tamże) – belgijski piłkarz grający na pozycji napastnika. Był reprezentantem Belgii.

## Kariera klubowa
Całą swoją piłkarską karierę Taeymans spędził w klubie Berchem Sport, w którym w sezonie 1920/1921 zadebiutował w pierwszej lidze belgijskiej i grał w nim do 1934 roku. W sezonie 1924/1925 strzelając 20 goli został królem strzelców pierwszej ligi.

## Kariera reprezentacyjna
W reprezentacji Belgii Taeymans zadebiutował 15 marca 1925 roku w przegranym 0:1 meczu Coupe Van den Abeele z Holandią, rozegranym w Antwerpii. Był to jego jedyny mecz w kadrze narodowej.